# Jean-Michel Frank
Jean-Michel Frank (geboren am 28. Februar 1895 in Paris; gestorben am 8. März 1941 in New York City) war ein französischer Möbeldesigner.

## Leben
Jean-Michel Frank war einer der drei Söhne von Leon und Nanette Frank und damit ein Cousin Anne Franks, da sein Vater Leon ein Bruder von Michael Frank, dem Vater Otto Franks, war. Als Schüler am Lycée Janson de Sailly lernte er Léon Pierre Quint und René Crevel kennen.
Nachdem Franks Brüder Oscar und Georges 1915 im Ersten Weltkrieg gefallen waren, beging sein Vater Selbstmord, indem er sich aus einem Fenster stürzte. Jean-Michel Franks Mutter Nanette musste daraufhin in eine Nervenheilanstalt eingeliefert werden, wo sie 1919 starb. 1918 freundete sich Jean-Michel Frank, der kurzzeitig für einen Geschäftsmann in Paris arbeitete, mit Pierre Drieu la Rochelle und Louis Aragon an. Für Drieu La Rochelle richtete er 1921 eine Wohnung ein; bald darauf erhielt er Aufträge von Charles Peignot und Nancy Cunard. 1926 wurde er durch einen Auftrag der Noailles bekannt; ab 1930 hatte er eine leitende Position bei der Chanaux Company inne und 1932 eröffnete er mit Adolphe Chanaux ein Geschäft in der rue du Faubourg St.-Honoré 140 in Paris. Seine Wohnung hatte er in der rue de Verneuil 7. Modedesigner wie Lucien Lelong, Robert Piguet, Marcel Rochas und Elsa Schiaparelli ließen ihre Studios von Frank gestalten. Edouard Bourdet ließ ihn seine Stücke ausstatten. Frank war ab 1930 Auftraggeber für Alberto und Diego Giacometti, die für ihn dekorative Objekte entwarfen.
Im September 1939 schloss die Frank & Chanaux Company.
Jean-Michel Frank, der in Paris aufgewachsen und viel gereist war – unter anderem nach Venedig –, floh im Juli 1940 vor den Deutschen zunächst nach Argentinien, dann nach New York, da er als Jude und Homosexueller doppelt gefährdet war. Dort stürzte er sich am 8. März 1941 aus einem Fenster seiner Wohnung in Manhattan. Jean Cocteau, mit dem er befreundet war, verglich seinen Tod mit dem „Fallen eines Vorhangs zwischen der Welt des Lichts und der Welt der Finsternis“.

## Werke
Jean-Michel Frank war ein bekannter Möbeldesigner. Er bevorzugte schlichte Formen und klare Linien die er mit luxuriösen Materialien kombinierte. Noch heute (Stand 2023) werden Möbel und Leuchten nach seinen Entwürfen von Ecart International in Paris hergestellt.
Frank gilt als einer der einflussreichsten Designer im Paris der 1930er Jahre und inspirierte etwa Andree Putman. Seine Entwürfe wurden von zahlreichen Möbelherstellern kopiert. Seinerseits war er durch Personen wie Robert Mallet-Stevens beeinflusst. Bekannt wurde er durch die Ausstattung der Wohnung des Vicomte Charles de Noailles und dessen Gattin Marie-Laure de Noailles an der Place des États-Unis 11 in Paris. Später wurde sein Stil unter dem Einfluss zeitgenössischer Künstler weniger radikal.
Frank stattete eine Wohnung für den Millionär Templeton Crocker aus; weitere betuchte Kunden waren Jorge Born und Nelson Rockefeller.

## Ausstellung
Möbel von Jean-Michel Frank wurden 2009 bei der Fondation Pierre Bergé ausgestellt.

## Film
- Jean-Michel Frank – Tragisches Genie des Art déco. Film von Thierry Spitzer, Deutschland, ZDF, 2020.